# Kiril Kotev
Kiril Christov Kotev (Bulgaars: Кирил Христов Котев) (Sofia, 8 april 1982) is een Bulgaarse betaald voetballer die bij voorkeur in de verdediging speelt.
Hij verruilde in 2013 Lokomotiv Plovdiv voor Tsjerno More Varna. In 2004 debuteerde hij in het Bulgaars voetbalelftal, waarvan hij deel uitmaakte tijdens onder meer het EK 2004.

## Carrière
- 1998-2000: FC Velbazhd
- 2000-2003: Vidima Rakovski
- 2003-2006: Lokomotiv Plovdiv
- 2006-2010: CSKA Sofia
- 2010-2011: Lokomotiv Plovdiv
- 2011-2012: Dalian Aerbin
- 2012-2013: Lokomotiv Plovdiv
- 2013-...: Tsjerno More Varna